# Preserje pri Radomljah
Preserje pri Radomljah este o localitate din comuna Domžale, Slovenia, cu o populație de 1.306 locuitori.